# نیک گویازدوفسکی
نیک گویازدوفسکی (به انگلیسی: Nick Gwiazdowski، متولد ۳۰ دسامبر ۱۹۹۲) کشتی‌گیر آزادکار تیم ملی آمریکا است.
از افتخارات وی می‌توان به کسب مدال برنز وزن ۱۲۵ کیلوگرم در مسابقات قهرمانی کشتی جهان ۲۰۱۷ اشاره کرد.

## مسابقات قهرمانی کشتی جهان ۲۰۱۷
گویازدوفسکی در وزن ۱۲۵ کیلو مسابقات قهرمانی کشتی آزاد جهان ۲۰۱۷ پاریس حاضر بود که در دورهای اول تا سوم آندری رومانف از رومانی، دنیل لیگتی از مجارستان و یدالله محبی از ایران را شکست داد اما در نیمه نهایی به طاها آکگل از ترکیه باخت و به دیدار رده‌بندی رفت. وی در دیدار رده‌بندی زولبو ناتساگسورن مغولی را شکست داد و مدال برنز وزن ۱۲۵ کیلوگرم را بدست آورد.

## مسابقات قهرمانی کشتی جهان ۲۰۱۸
گویازدوفسکی در وزن ۱۲۵ کیلوگرم کشتی آزاد مسابقات قهرمانی کشتی جهان ۲۰۱۸ بوداپست حاضر بود که در مسابقه اول زولبو ناتساگسورن از مغولستان را شکست داد اما در مسابقه بعد به ژیوی دنگ از چین باخت و با توجه به حضور این کشتی‌گیر در فینال، به دیدار شانس مجدد رفت. او در مراحل شانس مجدد آمارور دسی از کانادا را شکست داد و به دیدار رده‌بندی رسید. وی در این دیدار سومیت مالیک از هند را شکست داد و مدال برنز وزن ۱۲۵ کیلوگرم را بدست آورد.